# Franz von Holtzendorff
Franz von Holtzendorff (né le 14 octobre 1829 à Vietmannsdorf (Uckermark) et mort le 4 février 1889 à Munich) est un avocat pénaliste prussien et professeur d'université.

## Biographie
Franz von Holtzendorff, fils de l'homme politique libéral et publiciste Franz von Holtzendorff, étudie la jurisprudence à Berlin, Bonn et Heidelberg. À Bonn, il est membre du Corps Hansea depuis 1850.
Après avoir terminé ses études, il se consacre à la pratique judiciaire jusqu'à ce qu'il obtienne son habilitation à l'Université Frédéric-Guillaume en 1857 et devienne maître de conférences privé. À Berlin, il est nommé en 1861 un professeur extraordinaire. En 1872, il accepte un appel à Munich pour un poste de professeur titulaire. Ses efforts visent principalement à réformer le système pénitentiaire et pénal. En outre, il effectue de nombreux voyages d'études dans toute l'Europe.
Il s'oppose au système carcéral qui est courant en Prusse, comme en témoignent les ouvrages La Confrérie de la Maison Rude (Berlin 1861) et L'Ordre des Frères de la Maison Rude et son travail dans les établissements pénitentiaires (1er et 2e éditions, Berlin 1862). Sa relation avec Hambourg est également due à son mariage avec Pauline Binder (1821–1912), une fille du maire de Hambourg Nicolaus Binder (de). Leurs enfants sont Richard von Holtzendorff (1867–1920) et Martha von Holtzendorff (1869–1919).
Il fonde la Journée des avocats allemands et s'engage pour la Journée protestante et pour l'amélioration sociale des femmes. Holtzendorff est le premier président de l'Association Lette (de) à Berlin de 1868 à 1872. Il devient également célèbre pour sa défense du comte Harry von Arnim (1874).
De 1861 à 1873, Holtzendorff publie l'Allgemeine Deutsche Strafrechtszeitung, depuis 1866 avec Virchow le Sammlung gemeinverständlicher wissenschaftlicher Vorträge, depuis 1871 le Jahrbuch für Gesetzgebung, Verwaltung und Rechtspflege des Deutschen Reichs, depuis 1872 avec Wilhelm Oncken le Zeit und Streitfragen. À partir de 1870, il publie l'Encyklopädie der Rechtswissenschaft (de), l'aperçu le plus complet de la jurisprudence allemande de son temps.
À Berlin, la Holtzendorffstrasse s'étend de la Kantstrasse et de l'Amtsgerichtsplatz à la Joachim-Friedrich-Strasse et jusqu'à l'ancienne Holtzendorffplatz. Elle porte son nom depuis le 30 juillet 1897.
Dans le quartier d'Obergiesing-Fasangarten de Munich, une rue porte son nom non loin de l'établissement pénitentiaire de Munich (Stadelheim).

## Œuvres (sélection)
- Die Deportationsstrafe im römischen Altertum. Hinsichtlich ihrer Entstehung und rechtsgeschichtlichen Entwicklung dargestellt. Joh. Ambr. Barth, Leipzig 1859 (Digitalisat).
- Die Deportation als Strafmittel. In alter und neuer Zeit und die Verbrechercolonien der Engländer und Franzosen in ihrer geschichtlichen Entwickelung und criminalpolitischen Bedeutung. Johann Ambrosius Barth, Leipzig 1859 (Digitalisat).
- Das irische Gefängnisssystem. Insbesondere die Zwischenanstalten vor der Entlassung der Sträflinge. Joh. Ambr. Barth, Leipzig 1859, S. 1–141 (Digitalisat).
- Französische Rechtszustände. Insbesondere die Resultate der Strafgerechtspflege in Frankreich und Zwangscolonisation von Cayenne, 2 Vorträge. Joh. Ambr. Barth, Leipzig 1859 (Digitalisat BSB München).
- Die Kürzungsfähigkeit der Freiheitsstrafen und die bedingte Freilassung der Sträflinge. In ihrem Verhältnis zum Strafmasse und zu den Strafzwecken. Joh. Ambr. Barth, Leipzig 1862 (Digitalisat BSB München).
- Der Brüderorden des Rauhen Hauses uns sein Wirken in den Strafanstalten. Verlag von A. Charisius Lüderitz'sche Buchhandlung, Berlin 1862 (Digitalisat BSB München).
- Kritische Untersuchungen über die Grundsätze und Ergebnisse des irischen Strafvollzugs. C. G. Lüderitz'sche Verlagsbuchhandlung A. Charisius, Berlin 1865 (Digitalisat BSB München).
- Die Reform der Staatsanwaltschaft in Deutschland. J. Guttentag, Berlin 1864 (Digitalisat BSB München).
- Die Umgestaltung der Staatsanwaltschaft vom Standpunkt unabhängiger Strafjustiz (Berlin 1865)
- Die Verbesserungen in der gesellschaftlichen und wirthschaftlichen Stellung der Frauen. C. G. Lüderitz'sche Verlagsbuchhandlung A. Charisius, Berlin 1867 (Digitalisat BSB München).
- Die Prinzipien der Politik. C. G. Lüderitz'sche Verlagsbuchhandlung A. Charisius, Berlin 1869 (Digitalisat BSB München).
- Die britischen Colonien. In: Rudolf Virchow, Franz von Holtzendorff (Hrsg.): Sammlung gemeinverständlicher wissenschaftlicher Vorträge. 5. Heft 119. C. G. Lüderitz'sche Buchhandlung Carl Habel, Berlin 1871 (Digitalisat BSB München).
- Eroberungen und Eroberungsrecht. C[arl] G[ottfried] Lüderitz'sche Buchhandlung Carl Habel, Berlin 1871, urn:nbn:de:hbz:061:1-86623 (ULB Düsseldorf).
- Das deutsche Reich und die Constituirung der christlichen Religionsparteien auf der Herbstversammlung 1871. Ein Vortrag. Robert Oppenheim, Berlin 1872 (Digitalisat BSB München).
- Das Verbrechen des Mordes und die Todesstrafe. Criminalpolitische und psychologische Untersuchungen. C. G. Lüderitz'sche Buchhandlung Carl Habel, Berlin 1875 (Digitalisat Google Books).
- Der Priester-Cölibat. C. G. Lüderitz'sche Buchhandlung Carl Habel, Berlin 1875 (Digitalisat BSB München).
- Ein englischer Landsquire Cotta, Stuttgart 1877
- Wesen und Werth der Öffentlichen Meinung. Festgabe zum Doctorjubiläum d. J. C. Bluntschli. 1. Auflage. M. Rieger'sche Universitätsbuchhandlung Gustav Himmer, München 1879 (Digitalisat BSB München).
- Wesen und Werth der Öffentlichen Meinung. 2. Auflage. M. Rieger'sche Universitätsbuchhandlung Gustav Himmer, München 1880 (Digitalisat BSB München).
- Die Idee des ewigen Völkerfriedens. Habel, Berlin 1882 (Digitalisat ULB Düsseldorf)